# نهائي كأس ألبانيا 2024
نهائي كأس ألبانيا 2024 هو المباراة الختامية لبطولة نسخة 2023–24 من كأس ألبانيا، والنهائي الثاني والسبعون لأعرق بطولات الكأس في ألبانيا. أُقيمت المباراة يوم 14 مايو 2024 بين كوكس وإغناتيا.
فاز فريق إغناتيا بالمباراة بنتيجة 1–0، ليحقق لقبه الثاني على التوالي والثاني في تاريخه في كأس ألبانيا.

## خلفية
سبق لفريق كوكس أن شارك في أربع نهائيات لكأس ألبانيا، وفاز باللقب مرتين. كان آخر ظهور له في النهائي عام 2019، حيث فاز 2–1 ضد تيرانا، كما تُوج باللقب عام 2016 بعد فوزه بركلات الترجيح 5–4 على لاشي.
أما إغناتيا، فقد تُوج بالنسخة السابقة من البطولة، ودخل هذا النهائي بسلسلة من 16 مباراة دون خسارة. وكان آخر نهائي خاضه قد انتهى بفوزه 1–0 بعد وقت إضافي على تيرانا في 2023.

## طريق الفريقين إلى النهائي
ملاحظة: في جميع النتائج أدناه، تُذكر نتيجة الفريق المتأهل أولاً (H: أرضه؛ A: خارج أرضه).
| كوكس             | كوكس                                                       | الجولة              | إغناتيا       | إغناتيا                                 |
| ---------------- | ---------------------------------------------------------- | ------------------- | ------------- | --------------------------------------- |
| الخصم            | النتيجة                                                    | كأس ألبانيا 2023–24 | الخصم         | النتيجة                                 |
| إلباساني         | 1–0                                                        | دور الـ16           | لوجنيا        | 2–0                                     |
| بارتيزاني تيرانا | 0–1 (أرضه)، 1−0 (خارج أرضه) (1–1 مجموع)، (5–3 ركلات ترجيح) | ربع النهائي         | لاشي          | 1−0 (خارج أرضه)، 3−1 (أرضه) (4–1 مجموع) |
| تيرانا           | 2–0 (أرضه)، 0–1 (خارج أرضه) (2–1 مجموع)                    | نصف النهائي         | فلازنيا شكودر | 1–0 (أرضه)، 1–1 (خارج أرضه) (2–1 مجموع) |

## المباراة

### التفاصيل
| كوكس | 1–0   | إغناتيا      |
| ---- | ----- | ------------ |
|      | تقرير | - ندريكا 38' |

| كوكس | إغناتيا |

| تشكيلة كوكس (يرجى الإبقاء على بيانات اللاعبين كما هي مع أسماءهم وأرقامهم وعلامات التبديل/الإنذارات لتجنب التحريف.) | تشكيلة إغناتيا (بنفس الطريقة، احتفظ بالتنسيق والأسماء الأصلية مع إشارات التبديل والبطاقات كما في النص الإنجليزي.) |

| الحكمان المساعدان: دينيس ريخا آربر زالا الحكم الرابع: إلدوريان هاميت حكم الفيديو المساعد: كريشنك بارياماي مساعد حكم الفيديو المساعد: فلوريان لاتا | قوانين المباراة - 90 دقيقة. - 30 دقيقة وقت إضافي إذا لزم الأمر. - ركلات ترجيح إذا استمر التعادل. - خمسة عشر لاعبًا بديلاً مسجلين. - أقصى عدد للتبديلات هو 5، مع السماح بتبديل سادس في الوقت الإضافي. |